# Adam Arkin
Adam Arkin es un actor estadounidense, nacido en 1956. Ha aparecido en varias series de televisión, como en Doctor en Alaska y Chicago Hope.
Es hijo del actor Alan Arkin. Apareció en televisión en El Ala Oeste de la Casa Blanca como un especialista en traumas y psicólogo, en 8 Simple Rules for Dating My Teenage Daughter y en Sons of Anarchy.

## Filmografía
- 1969: The Monitors.
- 1969: People Soup.
- 1971: Made for Each Other.
- 1974: It Couldn't Happen to a Nicer Guy.
- 1975: Hawaii Five-O (serie de televisión).
- 1975: Harry O (serie de televisión).
- 1975: Barney Miller (serie de televisión).
- 1975: We'll Get By (serie de televisión).
- 1975: Happy Days (Días felices) (serie de televisión).
- 1975: All Together Now.
- 1976: Visions (serie de televisión).
- 1976: Baby Blue Marine
- 1977: Busting Loose (serie de televisión).
- 1978: Pearl (serie de televisión).
- 1979: $weepstake$ (serie de televisión).
- 1979: Tom Edison: The Boy Who Lit Up the World
- 1978, 1983: The Love Boat (Vacaciones en el mar)
- 1981: Chu Chu and the Philly Flash (El golfo de San Francisco)
- 1981: Under the Rainbow.
- 1981: Full Moon High.
- 1982: Teachers Only (serie de televisión).
- 1985: St. Elsewhere (serie de televisión).
- 1985: The Fourth Wise Man
- 1986: All Is Forgiven (serie de televisión).
- 1986: Tough Cookies (serie de televisión).
- 1986: The Twilight Zone (serie de televisión).
- 1986: A Year in the Life (serie de televisión).
- 1986-1987: L.A. Law (La ley de Los Ángeles) (serie de televisión).
- 1987: A Year in the Life (serie de televisión).
- 1987: Personal Foul.
- 1988: Necessary Parties.
- 1989: MacGyver (serie de televisión).
- 1989: Hard Time on Planet Earth (A la tierra) (serie de televisión).
- 1989: Océano (serie de televisión).
- 1989-1990: Knots Landing (California, Vecinos y amigos) (serie de televisión).
- 1990: A Promise to Keep.
- 1990: Babies.
- 1990: Heat Wave.
- 1990-1995: Northern Exposure (Doctor en Alaska) (serie de televisión).
- 1991: Nurses (serie de televisión).
- 1991: The Hidden Room (serie de televisión).
- 1991: The Doctor (El Doctor).
- 1991: China Beach (Playa de China) (serie de televisión).
- 1993: Wrestling Ernest Hemingway (Recordando a Hemingway, Vaya par de amigos)
- 1993: Dottie Gets Spanked.
- 1993: Big Wave Dave's (serie de televisión).
- 1993: Tribeca (serie de televisión).
- 1992, 2005: Law & Order (La ley y el orden, Ley y orden) (serie de televisión).
- 1994: Picket Fences (serie de televisión).
- 1994-2000: Chicago Hope (serie de televisión).
- 1995: In the Line of Duty: Hunt for Justice.
- 1997: Perversions of Science (Perversiones de la ciencia) (serie de televisión).
- 1997: Mad TV (serie de televisión).
- 1997: Not in This Town.
- 1998: Thirst (Aguas contaminadas)
- 1998: With Friends Like These (Con amigos como estos...)
- 1998: Halloween H20: Twenty Years Later
- 1999: A Slight Case of Murder.
- 1999: Lake Placid (El cocodrilo, Mandíbulas)
- 2000: East of A.
- 2000: Hanging Up (No nos dejes colgadas, Colgadas)
- 2000: Dropping Out.
- 2001: Off Season (Las vacaciones de Santa Claus).
- 2001: Frasier (serie de televisión).
- 2001: Mission.
- 2001: The Chris Isaak Show (serie de televisión).
- 2001: Late Boomers.
- 2000, 2002: The West Wing (El ala oeste de la Casa Blanca) (serie de televisión).
- 2002: Monk (serie de televisión).
- 2002: Damaged Care (Negligencia médica).
- 2002: Stark Raving Mad (Un plan de locos, El plan: un golpe a todo volumen).
- 2002: Roughing It.
- 2003: The Practice (Los practicantes, El abogado).
- 2003: The Ripples.
- 2004 - 2005: 8 Simple Rules... for Dating My Teenage Daughter (No con mis hijas) (serie de televisión).
- 2005: Kids in America.
- 2005: Chloe.
- 2005: Hitch (Hitch: Especialista en ligues, Hitch: Especialista en seducción).
- 2005: Marilyn Hotchkiss Ballroom Dancing & Charm School (Un toque de seducción).
- 2006: Murder on Pleasant Drive.
- 2006: Boston Legal (Justicia ciega) (serie de televisión).
- 2006: Commander in Chief (Señora president) (serie de televisión).
- 2007: Life (serie de televisión).
- 2007: Graduation.
- 2008: Sons of Anarchy (segunda temporada).
- 2009: A Serious Man.
- 2009: Peck.
- 2009: A Serious Man (Un Tipo Serio).
- 2010: Tell-Tale.
- 2010: Summer Eleven.
- 2010: Who Gets the Parents.
- 2011: Chicago Code
- 2011: The Closer
- 2011: Smothered
- 2012: The seasons (Las sesiones)
- 2012: The Newsroom
- 2012-2014: Justified (Justified: La ley de Raylan)
- 2013: In Security
- 2013: Family Tools
- 2014: 10 Cent Pistol
- 2014: Masters of Sex
- 2014: The Bridge
- 2015: State of Affairs
- 2015: Fargo
- 2016: How to Get Away with Murder (Cómo defender a un asesino)
- 2016: Modern Family
- 2016: The Carmichael Show
- 2019: Santa Clarita Diet
- 2019: The Act
- 2019: Law & Order: Special Victims Unit (Ley y orden: Unidad de víctimas especiales)
- 2021: Pig